# Alcântara, Maranhão
Alcântara  este un oraș în unitatea federativă Maranhão, Brazilia.